# Agrostis carmichaeli
Agrostis carmichaeli là một loài thực vật có hoa trong họ Hòa thảo. Loài này được Schult. & Schult.f. mô tả khoa học đầu tiên năm 1827.